# Svenskt bråckregister
Svenskt bråckregister (engelska: the Swedish Hernia Register (SHR)) är ett nationellt kvalitetsregister där så gott som alla operationer för ljumskbråck i Sverige registreras. Registret innehåller information bland annat om väntetiden, det kirurgiska ingreppet, vilken anestesi som användes, patientens anatomi och uppgifter om eventuella komplikationer. Registret startades i Motala 1992 och administreras från Östersund.